# Stictoptera brunneata
Stictoptera brunneata är en fjärilsart som beskrevs av W. Warren 1914. Stictoptera brunneata ingår i släktet Stictoptera och familjen nattflyn. Inga underarter finns listade i Catalogue of Life.